# سنجاب زمینی زرین‌پوش
سنجاب زمینی زرین‌پوش (نام علمی: Callospermophilus lateralis) نام یک گونه از سرده سنجاب‌های زمینی زرین‌پوش است.